# Polska na Zimowych Igrzyskach Olimpijskich 1928
Polskę na Zimowych Igrzyskach Olimpijskich 1928 reprezentowało 27 zawodników w 5 dyscyplinach.

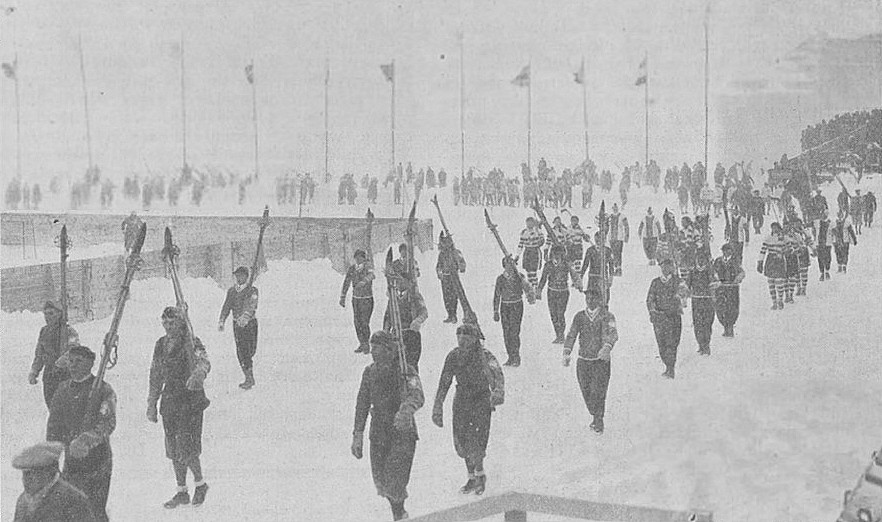
Polska ekipa podczas otwarcia igrzysk

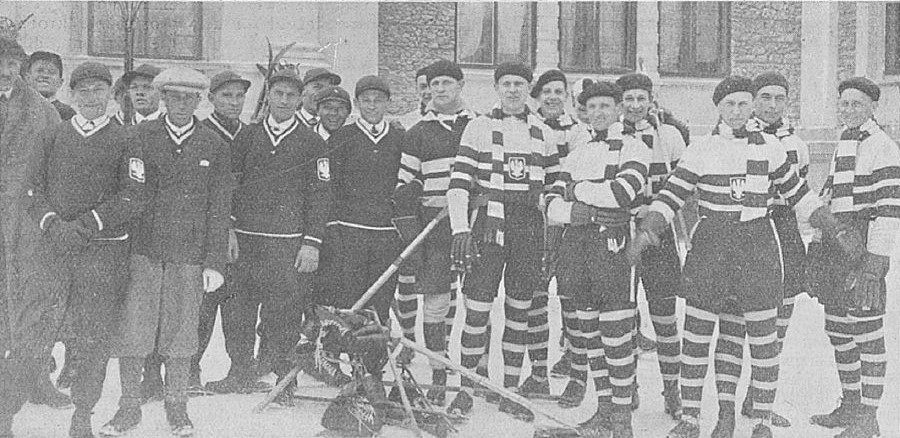
Polscy narciarze i hokeiści w St. Moritz

| Sportowcy | Lp. | złoto | srebro | brąz | 4 m. | 5 m. | 6 m. | 7 m. | 8 m. | Punkty |
| --------- | --- | ----- | ------ | ---- | ---- | ---- | ---- | ---- | ---- | ------ |
| 27        | –   | –     | –      | –    | –    | –    | –    | –    | –    | –      |

## Opis
W II Zimowych Igrzyskach Olimpijskich Polska była reprezentowana w narciarstwie, bobslejach i hokeju na lodzie. W bobslejach reprezentacja zajęła odległe miejsce. W narciarstwie też nie szło za dobrze, oprócz fatalnych warunków atmosferycznych Polaków prześladował pech: jednemu z zawodników, który prowadził w wyścigu na 18 km złamała się narta. Ostatecznie najlepszą lokatę uzyskał Bronisław Czech w kombinacji norweskiej, w której zajął 10. pozycję. Największe nadzieje wiązano z występem hokeistów, którzy tuż przed Igrzyskami wywalczyli tytuł Akademickich Mistrzów Świata. Polska w pierwszym meczu zmierzyła się z głównym obok Kanady kandydatem do złota - reprezentacją Szwecji. Zwycięstwo wydawało się czymś niemożliwym. Szwedzi wystąpili w najmocniejszym składzie. I tercja zakończyła się wynikiem 2:0 dla Szwedów. W II nastąpiła zmiana obrazu gry: Polacy, którzy w ciągu paru lat gier tyle rutyny i pewności siebie, że dwie bramki stracone już ich nie detonują, rozpoczęli forsowny kontratak. Druga tercja zakończyła się wynikiem przy stanie 2:2 i tak zakończyło się również spotkanie. Mecz zakończył się przykrą niespodzianka dla Szwedów i wielkim sukcesem Polski. Przewaga polskiej reprezentacji była znaczna, uwidaczniał ja stosunek strzałów na bramkę 20 – 8. Następnego dnia Polacy grali z Czechosłowacją. Jak pisze Przegląd Sportowy Większość graczy, bez przesady chwiała się na nogach. Polacy podjęli walkę, ale ostatecznie ulegli 3:2. Oto komentarz jednego z zawodników na temat meczu: Straszna złość ogarnia mnie na myśl, że jeden dzień odpoczynku przed meczem z Czechami utorowałoby nam drogę do pierwszego miejsca w Europie, bo w normalnych warunkach pokonalibyśmy Czechów co najmniej w stosunku 5:2. A tak cała praca na nic. Występ reprezentacji oceniano w kraju różnie, jednak przeważały opinie, że był on na ogół udany. Jak mówił płk Ignacy Matuszewski wkroczyliśmy po etapie obecności na IO w etap walki o medale, a dalej jest już tylko etap zwycięstw.

## Występy Polaków

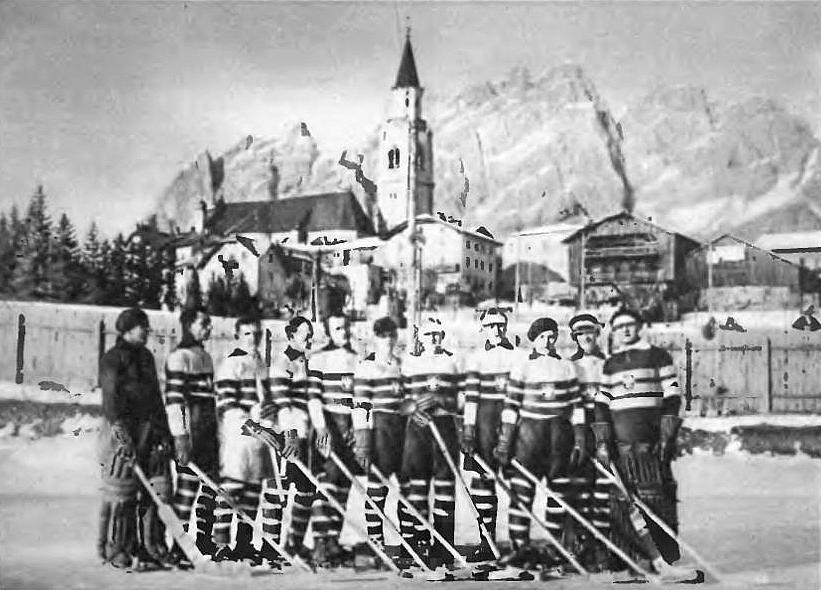
Reprezentacja Polski na ZIO 1928

### Bobsleje
- Józef Broel-Plater, Jerzy Bardziński, Jerzy Łucki, Jerzy Potulicki, Antoni Bura – piątki, 17. miejsce

### Hokej na lodzie
- Józef Stogowski, Edmund Czaplicki, Aleksander Kowalski, Lucjan Kulej, Kazimierz Żebrowski, Tadeusz Adamowski, Włodzimierz Krygier, Aleksander Tupalski, Karol Szenajch, Aleksander Słuczanowski, Stanisław Pastecki – odpadli w eliminacjach grupowych

### Narciarstwo klasyczne
- Józef Bujak – bieg na 18 km, 18. miejsce; bieg na 50 km, 19. miejsce
- Zdzisław Motyka – bieg na 18 km, 23. miejsce
- Andrzej Krzeptowski II – bieg na 18 km, 25. miejsce; bieg na 50 km, 13. miejsce
- Karol Gąsienica Szostak – bieg na 18 km, nie ukończył
- Franciszek Kawa – bieg na 50 km, 27. miejsce
- Stanisław Wilczyński – bieg na 50 km, nie ukończył
- Bronisław Czech – kombinacja norweska, 10. miejsce; skoki narciarskie, 37. miejsce
- Aleksander Rozmus – kombinacja norweska, 22. miejsce; skoki narciarskie, 25. miejsce
- Stanisław Motyka – kombinacja norweska, 24. miejsce
- Andrzej Krzeptowski I – kombinacja norweska, nie ukończył; skoki narciarskie, 27. miejsce
- Stanisław Gąsienica-Sieczka – skoki narciarskie, 23. miejsce